# Live at Massey Hall 1971
Live at Massey Hall 1971 es un álbum en directo del músico canadiense Neil Young, publicado por la compañía discográfica Reprise Records en marzo de 2007.
El álbum, que incluye un concierto que Young ofreció en solitario en el Massey Hall de Toronto, Canadá el 19 de enero de 1971 durante su gira Journey Through the Past Solo Tour, es la segunda publicación de la serie Archive Performance Series, tras el lanzamiento un año antes de Live at the Fillmore East.
Tras su publicación, Live at Massey Hall debutó en el primer puesto de la lista Canadian Albums Chart con 11 000 copias vendidas en su primera semana. Además, alcanzó el puesto seis en la lista estadounidense Billboard 200 en la semana del 31 de marzo de 2007, con 57 000 copias vendidas.

## Trasfondo
Aunque la lista de canciones interpretadas en el Massey Hall de Toronto fue similar a la de otros conciertos, el conjunto de las canciones aún no eran familiares para el público. De las dieciocho canciones que conforman el álbum, solo ocho habían sido publicadas previamente en algún disco de estudio, bien de Buffalo Springfield o de Crosby, Stills, Nash & Young, bien en alguno de los tres discos en solitario que había publicado hasta la fecha.
Otras cinco canciones aparecieron un año después en el álbum Harvest, su mayor éxito comercial. Las cuatro canciones restantes fueron publicados en subsiguientes trabajos de la década de 1970: «See the Sky About to Rain» vio la luz en el álbum On the Beach con arreglos diferentes, mientras que «Love in Mind» y «Journey Through the Past» aparecieron en el álbum en directo Time Fades Away. Por otra parte, «Dance Dance Dance» fue incluida en el álbum debut de Crazy Horse, y reescrita con nuevos versos y bajo el título «Love Is a Rose» en el recopilatorio Decade. 
Parte de las canciones de Live at Massey Hall 1971 son versiones idénticas a las presentes en otras grabaciones en directo. De este modo, versiones semejantes de «Cowgirl in the Sand», «Don't Let It Bring You Down» y «Down By the River» aparecen en el álbum 4 Way Street, mientras que «Journey Through the Past» y «Love in Mind» son similares a las presentes en Time Fades Away. 
Durante parte de 1971, Young estuvo recuperándose de una lesión en la espalda. Debido a ello, no pudo completar la grabación de un nuevo álbum, por lo que programó el lanzamiento de un álbum en directo para marzo de 1971. El álbum debería haber incluido material grabado en el Massey Hall junto a recopilaciones de otros conciertos, incluyendo material de Live at the Fillmore East. Según Young: «Este es el álbum que debería haber salido entre After the Gold Rush y Harvest... David Briggs, mi productor, estaba convencido que este debería ser el disco, pero yo estaba demasiado entusiasmado con las tomas que habíamos grabado en Harvest, y quería sacar Harvest. David no estaba de acuerdo. Al escuchar este disco hoy, puedo ver por qué».

## Recepción
Tras su publicación, Live at Massey Hall 1971obtuvo en general buenas reseñas de la prensa musical. Stephen Thomas Erlewine de Allmusic escribió: «Parece cubrir un terreno familiar para el observador externo que asume que todos los conciertos en acústico de Young suenan igual, y, por supuesto, este no es el caso con un artista tan voluble y voluntarioso como Young. Live at Massey Hall es una lista de canciones rica y remarcable, que toca casi cada aspecto de la personalidad de Young, sea su dulzura, su sensibilidad, su soledad o incluso su a menudo descuidado sentido del humor. Este concierto fue un bootleg legendario por casi cuatro décadas, y su publicación es algo especial: añade detalles, color y textura a un capítulo familiar de su carrera, que lo hace fresco una vez más». Rob Mitchum, de Pitchfork Media, escribió: «Live at Massey Hall capta a Young adivinando ese futuro sombrío de la oscuridad del público, atrapado solo ante el micrófono, un ejemplo escalofriante de por qué era, en su particular aspecto, el mejor arquitecto de la soledad de la década de 1970».
Desde el punto de vista comercial, Live at Massey Hall 1971 debutó en el primer puesto de la lista Canadian Albums Chart con 11 000 copias vendidas en su primera semana. Además, alcanzó el puesto seis en la lista estadounidense Billboard 200, así como la segunda posición en la lista Top Rock Albums.

## Ediciones
Aunque el concierto del Massey Hall no fue filmado, varias ediciones en CD incluyeron un DVD con material filmatográfico de Young interpretando las canciones. Las filmaciones proceden del concierto interpretado en el Shakespeare Theatre de Stratford (Connecticut), tres días después del ofrecido en el Massey Hall y filmado para un documental de la televisión holandesa por Wim van der Linden, que nunca fue emitido en los Países Bajos pero sí en Alemania con el título Swing in mit Neil Young. Sin embargo, y dado que la lista de canciones fue similar, se sobregrabó el sonido del concierto ofrecido en el Massey Hall. 
La edición en DVD también contiene la interpretación de «The Needle and the Damage Done» y «Journey Through the Past» en el programa de televisión The Johnny Cash Show, filmadas en febrero de 1971, así como una entrevista del documental Swing in mit Neil Young y material de Young discutiendo el proyecto Archives en su hogar de Broken Arrow Ranch, filmado en febrero de 1997.

## Lista de canciones
Todas las canciones escritas y compuestas por Neil Young.. 
| N.º | Título                                     | Duración |  |
| 1.  | «On the Way Home»                          | 3:42     |  |
| 2.  | «Tell Me Why»                              | 2:29     |  |
| 3.  | «Old Man»                                  | 4:57     |  |
| 4.  | «Journey Through the Past»                 | 4:15     |  |
| 5.  | «Helpless»                                 | 4:16     |  |
| 6.  | «Love in Mind»                             | 2:47     |  |
| 7.  | «A Man Needs a Maid/Heart of Gold (Suite)» | 6:39     |  |
| 8.  | «Cowgirl in the Sand»                      | 3:45     |  |
| 9.  | «Don't Let It Bring You Down»              | 2:46     |  |
| 10. | «There's a World»                          | 3:33     |  |
| 11. | «Bad Fog of Loneliness»                    | 3:27     |  |
| 12. | «The Needle and the Damage Done»           | 3:55     |  |
| 13. | «Ohio»                                     | 3:40     |  |
| 14. | «See the Sky About to Rain»                | 4:05     |  |
| 15. | «Down By the River»                        | 4:08     |  |
| 16. | «Dance Dance Dance»                        | 5:48     |  |
| 17. | «I Am a Child»                             | 3:19     |  |

## Personal
Músicos
- Neil Young: voz, guitarra, piano y armónica.

Equipo técnico
- David Briggs: productor musical y mezclas.

## Posición en listas
| País              | Lista                      | Posición |
| ----------------- | -------------------------- | -------- |
| Alemania          | Media Control Top-50 Chart | 63       |
| Australia         | ARIA Albums Chart          | 34       |
| Austria           | Ö3 Austria Top 40          | 54       |
| Bélgica (Flandes) | Ultratop 200 Albums        | 20       |
| Canadá            | Canadian Albums Chart      | 1        |
| Estados Unidos    | Billboard 200              | 6        |
| Estados Unidos    | Top Rock Albums            | 2        |
| Estados Unidos    | Top Internet Albums        | 6        |
| Francia           | SNEP Albums Chart          | 78       |
| Noruega           | VG-lista Albums Chart      | 6        |
| Reino Unido       | UK Albums Chart            | 30       |
| Países Bajos      | Mega Album Tol 100         | 5        |
| Suecia            | Albums Top 60              | 5        |